# Mũ

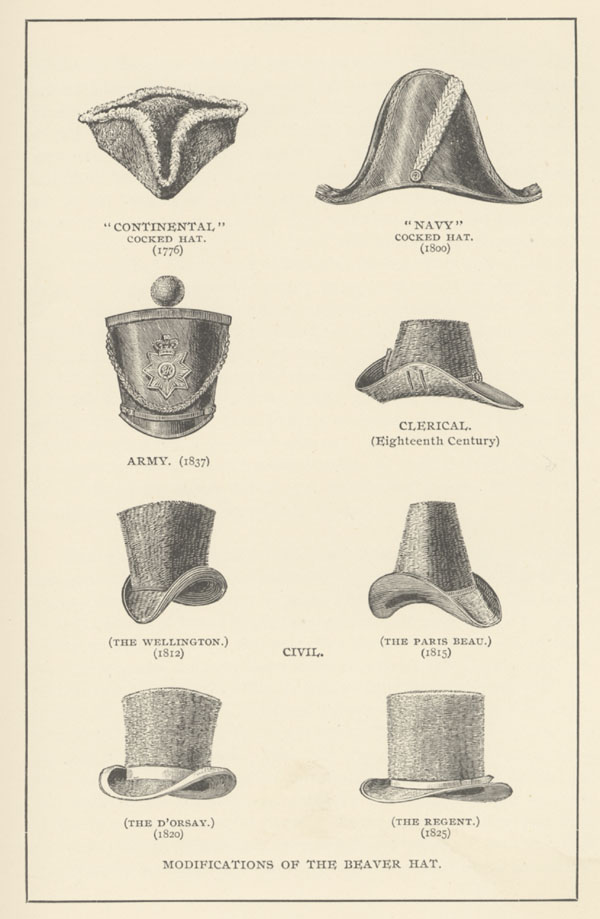
Một bộ sưu tập mũ nỉ nam thế kỷ 18 và 19

Mũ là vật dụng để che đầu. Nó có thể dùng để bảo vệ đầu hoặc vì các lý do nghi lễ hoặc tôn giáo, vì lý do an toàn hoặc được dùng như một phụ kiện thời trang.. Trong quá khứ, mũ là biểu hiện của địa vị xã hội. Trong quân đội, mũ có thể cho biết về quốc tịch, ngành, cấp bậc hoặc đơn vị.

## Từ nguyên
Từ mũ trong tiếng Việt bắt nguồn từ từ tiếng Hán thượng cổ 帽. William H. Baxter và Laurent Sagart phục nguyên âm tiếng Hán thượng cổ của từ 帽 là /*mˤuk-s/. Chữ Hán 帽 có âm Hán Việt là mạo.